# Sternenberg (Zwitserland)
Sternenberg is een plaats en voormalige gemeente in het Zwitserse kanton Zürich en maakt deel uit van het district Pfäffikon.
Sternenberg telt 351 inwoners.

## Geschiedenis
Op 1 januari 2015 werd de gemeente Sternenberg opgeheven en werd de plaats opgenomen in de gemeente Bauma.